# Фриц Саразин
Карл Фридрих Саразин (Фриц Саразин) (на немски: Karl Friedrich Sarasin (Fritz Sarasin)) е швейцарски зоолог, етнограф, пътешественик-изследовател.

## Биография
Роден е на 3 декември 1859 година в Базел, Швейцария. От 1897 е директор на етнографския музей, а от 1900 до 1920 – на природонаучния музей в Базел.
През 1883 провежда зооложки и етнографски изследвания на островите Шри Ланка и Сулавеси. От 1893, вече заедно с братовчед си Паул Саразин (1856 – 1929), извършва множество пътешествия в Шри Ланка и Сулавеси. През 1896 и 1901 – 1903 изследват централните части на Сулавеси. През 1910 – 1912 проучват остров Нова Каледония и о-вите Лоялти, а през 1913 Тайланд.
Умира на 23 март 1942 година в Лугано, Швейцария, на 82-годишна възраст.

## Съчинения
- Paul und Fritz Sarasin: Ergebnisse naturwissenschaftlicher Forschungen auf Ceylon. Die Weddas von Ceylon und die sie umgebenden Völkerschaften. Ein Versuch, die in der Phylogenie des Menschen ruhenden Räthsel der Lösung näher zu bringen. 2 Bde. Text–u. Tafelband (Atlas). Kreidel Wiesbaden
- Paul u. Fritz Sarasin: Reisen in Celebes. Ausgeführt in den Jahren 1893 – 1896 und 1902 – 1903. 2 Bände. Wiesbaden, Kreidel, 1905
- Neu-Caledonien und die Loyalty-Inseln. Reise-Erinnerungen eines Naturforschers. Basel, Georg, 1917
- mit Jean Roux: Nova Caledonia. Forschungen in Neu-Caledonien und auf den Loyalty-Inseln. – Recherches scientifiques en Nouvelle-Caledonie et aux Iles Loyalty. [Redigiert von Hans Schinz und A. Guillaumin]. Reihe A: Zoologie (4 Bände) und Reihe B: Botanik (1 Band). Wiesbaden (und Berlin), C.W. Kreidels Verlag 1913 – 26
- Reisen und Forschungen in Ceylon in den Jahren 1883 – 1886, 1890, 1902, 1907 und 1925, Mit Fototafeln und einer (gefalteten) Karte. Basel, Helbig und Lichtenhahn, 1939.
- Aus den Tropen. Reiserinnerungen aus Ceylon, Celebes und Neu-Caledonien. 8 Vorträge Helbing & Lichtenhahn, Basel 1931